# Anthony Peck
Anthony Peck (* 20. März 1947 in Ohio; † 30. Juli 1996 in Beverly Hills, Los Angeles) war ein US-amerikanischer Filmschauspieler.
Ende der 1970er Jahre begann Peck seine Schauspielarbeit und hatte Auftritte in vereinzelten Episoden von vielen Fernsehserien sowie mehreren Fernsehfilmen. Dadurch wurde der Actionfilm-Regisseur John McTiernan auf ihn aufmerksam, welcher von Peck sehr angetan war und ihn in mehreren seiner Filme agieren ließ. Während Peck in Stirb Langsam, Jagd auf Roter Oktober und Last Action Hero erst kleine Rollen spielte, war er in Stirb langsam: Jetzt erst recht in einer der größeren Rollen als Ricky Walsh zu sehen.
1996 war Peck im Low-Budget-Film Primal Creatures zu sehen. Im selben Jahr starb er in Beverly Hills im Alter von 49 Jahren an Krebs.

## Filmografie (Auswahl)
- 1984: Her Life as a Man (Fernsehfilm)
- 1985: Creator – Der Professor und die Sünde (Creator)
- 1986: Piraten (Pirates)
- 1987: Homeland – Gewalt im Untergrund (Into the Homeland, Fernsehfilm)
- 1988: Stirb Langsam (Die Hard)
- 1990: Jagd auf Roter Oktober (The Hunt for Red October)
- 1991: Operation Wüstensturm (The Heroes of Desert Storm, Fernsehfilm)
- 1992: Hilfe, Mami dreht durch! (Umbecoming Age)
- 1993: Last Action Hero
- 1993: In the Line of Fire – Die zweite Chance (In the Line of Fire)
- 1993: Head Hunter (Bounty Tracker)
- 1994: Der Feind in den eigenen Reihen (The Enemy Within, Fernsehfilm)
- 1995: Stirb langsam: Jetzt erst recht (Die Hard with a Vengeance)
- 1996: Primal Creatures (Carnosaurus 3: Primal Species)